# 5 tegen 5

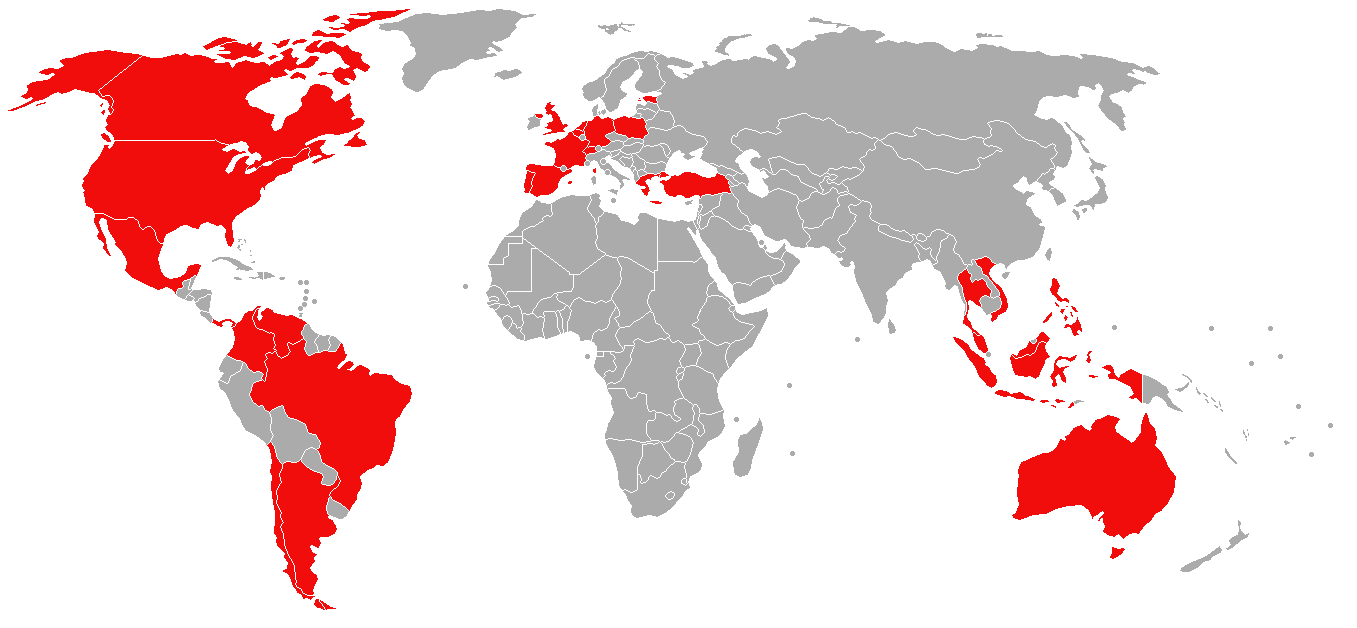
Landen waar Family Feud, 5 tegen 5 of een vergelijkbare show is uitgezonden.

5 tegen 5 (van 1982 t/m 1986 geschreven als Vijf tegen vijf) is een Nederlandse televisiequiz, gebaseerd op het Amerikaanse format Family Feud, die vanaf 1982 in verschillende periodes op de Nederlandse televisie werd vertoond.

## Opzet van het spel
In het programma spelen twee teams van vijf spelers tegen elkaar en beantwoorden ze vragen die gebaseerd zijn op onderzoek onder de Nederlandse bevolking. Aan de kandidaten de opdracht om in te schatten hoe de meerderheid van het Nederlandse publiek ergens over denkt. Om de ronde te kunnen winnen, moet men 100% scoren. Men kan de vraag houden of weggeven aan de tegenstander. In de finale moeten de kandidaten gezamenlijk 200% scoren.

## Presentatie en voice-over

### Willem Ruis, John de Mol jr. en Pierre van Ostade
Vanaf de eerste uitzending in september 1982 werd het spel gepresenteerd door Willem Ruis die op dat moment bij de VARA werkzaam was. Ruis werkte tot 1981 bij de KRO, waar hij de Willem Ruis Show presenteerde met Pierre van Ostade als voice-over. De voice-over van Vijf tegen Vijf was in eerste instantie John de Mol jr., tevens de producent van het programma. Na de overstap van Willem Ruis naar de VARA bleef Pierre van Ostade aanvankelijk bij de KRO, maar in 1984 herenigde hij zich alsnog met Ruis en werd zodoende de voice-over van Vijf tegen vijf.

### Peter Jan Rens
Een aantal jaren na de dood van Ruis werd het programma in maart 1992 opnieuw uit de kast getrokken en bij de VARA gepresenteerd door Peter Jan Rens. De voice-over was wederom John de Mol jr. De titel werd vanaf dat moment geschreven als 5 tegen 5. Peter Jan Rens stapte eveneens in 1992 over naar RTL 4 en het programma verhuisde mee. Later werd de Lotto sponsor van het programma en kreeg het decor een geel uiterlijk en vond ook de wekelijkse lottotrekking tijdens het programma plaats. In 1998 stopte RTL 4 met het uitzenden van het programma, omdat er problemen waren met de formatrechten.

### Verder bij Talpa / Tien
Bij het van start gaan van de nieuwe televisiezender Talpa in 2005 werd de formule door deze zender van stal gehaald, waarbij de presentatie achtereenvolgens in handen kwam te liggen van Gordon en Winston Gerschtanowitz.
In 2009 werd het eenmalig gepresenteerd door Carlo Boszhard. Het programma was de ontknoping van de actie 'RTL staat voor Aap' van het Wereld Natuur Fonds.

### Ruben Nicolai bij RTL 4
In het najaar van 2015 keerde het programma terug bij RTL 4 met Ruben Nicolai als presentator.

### Terugkeer bij SBS6
In 2021 en 2022 keerde het programma na 6 jaar afwezigheid terug op de Nederlandse televisie, ditmaal bij SBS6. De presentatie werd opnieuw verzorgd door Gordon.

## Buitenland
- Op de Vlaamse televisie werd de spelshow Familieraad uitgezonden, met dezelfde regels en hetzelfde spelformaat als 5 tegen 5.
- In Duitsland wordt het programma door RTL uitgezonden van 1993-2003 onder de naam Familien-duell. Presentator in die periode is Werner Schulze-Erdel.

## Trivia
- Bij de eindronde zei Peter Jan Rens "Licht uit, spot aan". Dit was hetzelfde wat Mies Bouwman bij de eindronde van Eén van de acht, een spelshow uit de jaren zeventig, altijd zei. Willem Ruis zei echter "Licht uit, klok klaar". Gordon zei weer "Licht uit, spot aan" in de eindronde. Ruben liet deze woorden echter weg in de eindronde. In 2021 zegt Gordon, die het programma dat jaar voor de tweede keer presenteert, wel weer "Licht uit, spot aan" in de eindronde. Net als in "Een van de acht" wordt er daarna een spot op de kandidaat gericht waarna de eerste vraag wordt gesteld.